# USS Cassin (DD-372)
La USS Cassin (DD-372) fu un cacciatorpediniere della United States Navy, appartenente alla classe Mahan. Costruita presso i cantieri navali Philadelphia Naval Shipyard, la Cassin fu varata il 28 ottobre 1935 da Mrs. H. C. Lombard e prese servizio a partire dal 21 agosto 1936 sotto il comando del capitano di corvetta Albert G. Noble. Fu la seconda nave a portare il nome di Stephen Cassin (1783–1857), ufficiale della US Navy.

## Storia

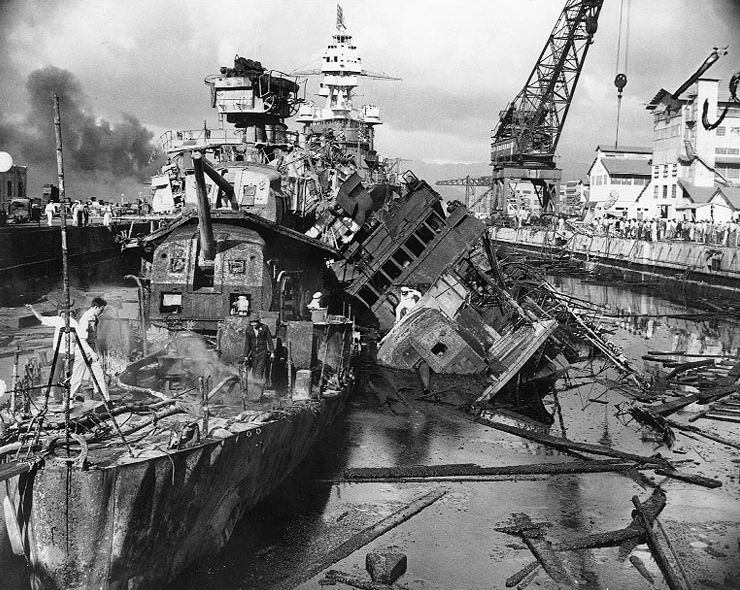
I relitti della Cassin e della Downes fotografati nei momenti successivi alla fine dell'Attacco di Pearl Harbor

### Tra le due guerre
La Cassin fu sottoposta a lavori di modifica fino al marzo 1937, quando salpò per fare rotta verso i Caraibi ed il Brasile. Nell'aprile 1938 si unì alla flotta di stanza a Pearl Harbor per le annuali manovre di flotta nelle Hawaii e nella Zona del Canale di Panama. Nel 1939 operò nella West Coast come nave scuola, fino al 1º aprile 1940 quando fu distaccata alle Hawaii. La Cassin prese parte ad esercitazioni e pattugliamenti nel Pacifico, e da febbraio ad aprile 1941 visitò Samoa, l'Australia e le Figi. Nell'autunno del 1941 tornò nella West Coast.
Il 7 dicembre 1941, giorno dell'attacco di Pearl Harbor, la Cassin si trovava in un bacino di carenaggio assieme alla nave sorella Downes ed alla corazzata Pennsylvania. Durante l'attacco, una bomba incendiaria colpì i serbatoi della Downes, causando un incendio incontrollabile che si estese anche alla vicina Cassin, che scivolò fuori dai sostegni per poi adagiarsi contro la stessa Downes. Entrambe le navi furono considerate perdute, e la Cassin fu radiata il giorno stesso. Tuttavia, si decise in seguito di salvarle entrambe. La Cassin fu rimorchiata al Mare Island Navy Yard per essere ricostruita.

### Seconda guerra mondiale
Rientrata in servizio il 5 febbraio 1944, la Cassin tornò a Pearl Harbor il 22 aprile, dove fu assegnata come nave di scorta a Majuro fino ad agosto. Dal 15 al 25 agosto partecipò al bombardamento di Aguijan, contribuendo così a consolidare la neo-conquistata Tinian, in seguito fu di stanza a Saipan con compiti di scorta.
Il 9 ottobre prese parte ai bombardamenti contro l'Isola Marcus. Il 16 ottobre, assieme alla flotta che aveva bombardato Isola Marcus, si unì alla Task Force 38.
La Cassin fece rotta verso nord-est, in direzione di Luzon durante gli sbarchi su Leyte, e quando il successo di tali sbarchi fu certo, fu spedita assieme al suo gruppo a Ulithi per rifornirsi di carburante. Quando la Task Force 38 si scontrò con le forze giapponesi nella battaglia al largo di Samar, parte della più vasta battaglia del Golfo di Leyte, la Cassin fu richiamata assieme al suo gruppo per prendere parte all'azione.
Nel pomeriggio del 25 ottobre, il gruppo della Cassin si trovo a distanza sufficiente per lanciare un attacco aereo contro le navi giapponesi, in quello che diventerà uno dei raid aerei di maggior raggio della guerra.
Il successivo incarico della Cassin fu quello di unirsi ai preparativi per l'invasione di Iwo Jima. Nella notte tra l'11 ed il 12 novembre 1994 e nuovamente il 24 gennaio 1945 effettuò bombardamenti sull'isola, mentre normalmente era impegnata in compiti di scorta, pattugliamento e picchetti radar nella zona di Saipan. Il 23 febbraio salpò da Saipan per scortare una nave munizioni che dovrva rifornire le forze impegnate nella battaglia di Iwo Jima,per poi tornare a Guam il 28 febbraio scortando una nave ospedale. Tornò ad Iwo Jima a metà marzo, per effettuare picchetti radar e soccorso marittimo. Alternando soste di rifornimento e riparazione nei porti di Guam e Saipan, continuò in questi compiti per quasi tutto il tempo fino alla fine del conflitto.
Il 6 giugno la Cassin fu investita da un ciclone tropicale, il bilancio fu la perdita di un membro dell'equipaggio caduto in mare e di una scialuppa a motore, anch'essa perduta. Il 20 luglio bombardò Kita Iwo Jima, mentre il 7 agosto fermò ed ispezionò una nave ospedale giapponese per garantire il rispetto del diritto internazionale.
Dal momento che non furono riscontrate violazioni, fu concesso il permesso alla nave di proseguire sulla sua rotta. Finita la guerra con la resa del Giappone, la Cassin continuò ad operare fuori Iwo Jima per eventuali soccorsi in mare, rimanendo a guardia dell'evacuazione aerea dei prigionieri di guerra liberati dal Giappone.
Tornò nella base di Norfolk, in Virginia, il 1º novembre e lì fu radiata il 17 dicembre dello stesso anno. Il 25 novembre 1947 fu venduta per essere demolita.

## Onorificenze
La Cassin ricevette sei Battle star per il servizio reso nella seconda guerra mondiale.